# Vicky Leandros

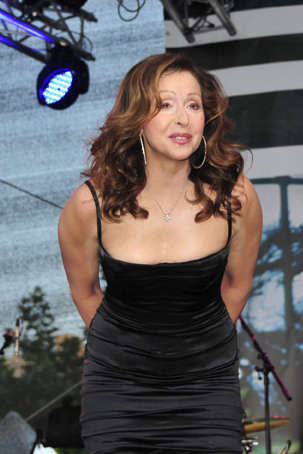
Vicky Leandros, 2008

Vicky Leandros (griechisch Βίκυ Λέανδρος; * 23. August 1952 (nach anderen Quellen 1948 oder 1949) in Paleokastritsa; gebürtig Βασιλική Παπαθανασίου / Vasiliki Papathanasiou, bürgerlich seit 1986 Freifrau von Ruffin) ist eine Sängerin aus Griechenland mit deutscher und griechischer Staatsbürgerschaft, die weltweit über 55 Millionen Tonträger verkaufte. Zu ihren bekanntesten Titeln zählen Après toi (Dann kamst du), L’amour est bleu (Blau wie das Meer), Theo, wir fahr’n nach Lodz und Ich liebe das Leben. Mit zwanzig Top-20-Hits in den deutschen Singlecharts ist sie eine der erfolgreichsten Künstlerinnen in Deutschland.

## Leben

### Herkunft und Ausbildung
Vicky Leandros wurde als Tochter von Leandros Papathanasiou, der in Griechenland und Deutschland bereits als Sänger und Produzent unter dem Pseudonym Leo Leandros erfolgreich war, in Paleokastritsa auf Korfu geboren. 1958 kam sie nach Deutschland und lebte mit ihrer Familie in Hamburg-Wandsbek. 1961 ließ sich ihr Vater von seiner Ehefrau, Kyriaki Protopapa, scheiden, und Vicky wuchs fortan beim Vater auf und besuchte das Gymnasium an der Wartenau. Mit Unterstützung ihres Vaters begann sie, anfangs unter dem Namen Vicky, später als Vicky Leandros, eine Gesangskarriere in Deutschland und Griechenland. Sie erhielt eine Gesangs-, Ballett- und Gitarrenausbildung.

### 1965–1989: Durchbruch und Erfolge

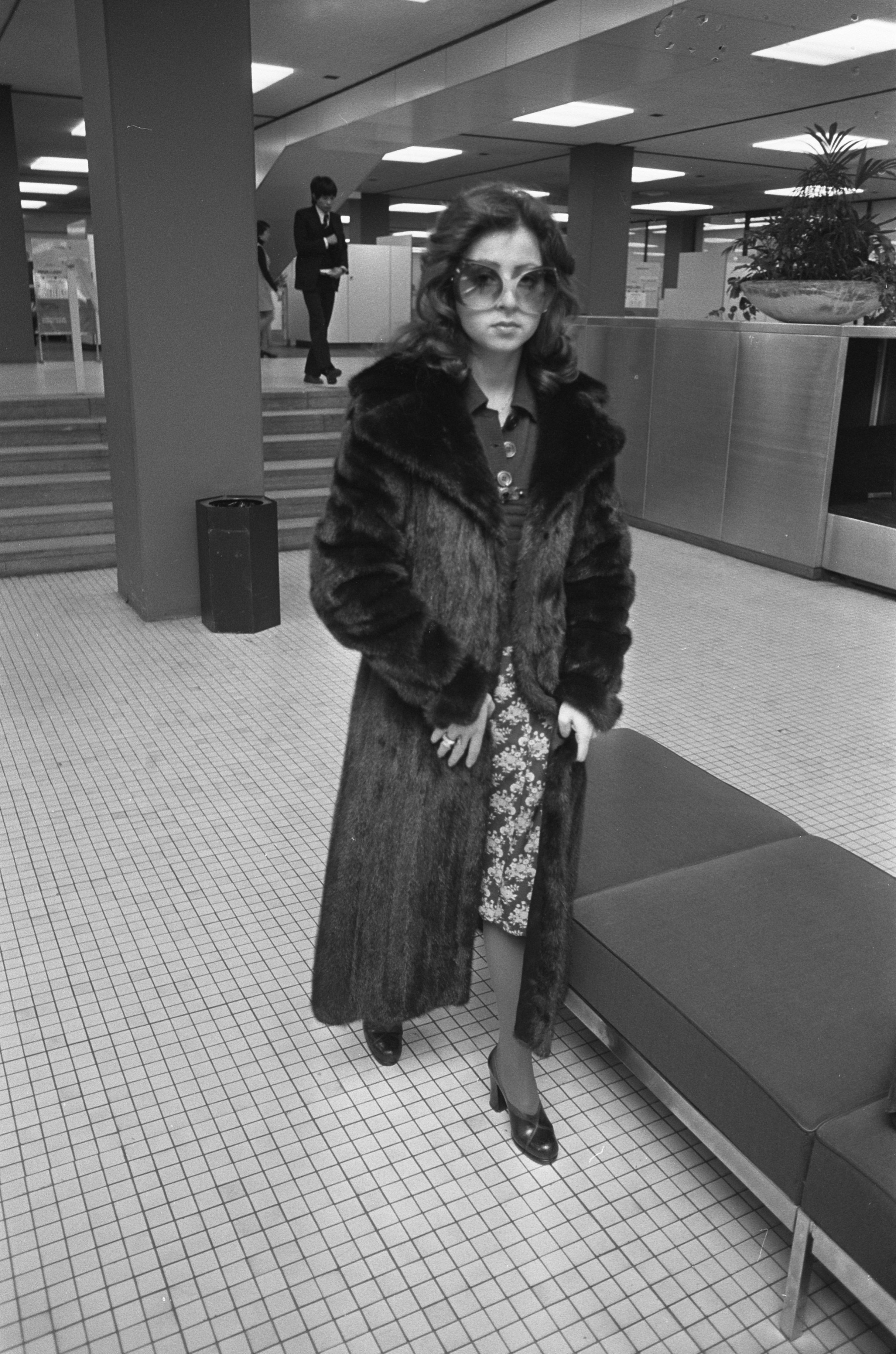
Vicky Leandros, 1973

Im Juli 1965 erschien Messer, Gabel, Schere, Licht, ihre Debütsingle, die in Deutschland Platz 16 der Musikcharts belegte. Im Oktober 1966 kam ihr Debütalbum, die Langspielplatte Songs und Folklore, bei der Schallplattenfirma Philips heraus. Im April 1967 nahm sie für Luxemburg (Télé Luxembourg) am Grand Prix Eurovision de la Chanson (Eurovision Song Contest) in Wien teil und erreichte mit dem Lied L’amour est bleu den vierten Platz (deutsche Fassung Blau wie das Meer). Es wurde insbesondere in der Instrumentalversion von Paul Mauriat zu einem internationalen Erfolg. Im selben Jahr hatte sie mit Les Amoureux auch an der französischen Vorentscheidung zum Grand Prix teilgenommen, aber nicht gewonnen, und konnte deshalb in Wien für Luxemburg antreten. Im Juli 1967 erschien Leandros’ Single Grünes Licht, die als Höchstnotierung Platz 36 erreichte und sich einen Monat in den deutschen Singlecharts hielt. Der volle Umfang von Leandros’ stimmlichen Fähigkeiten wurde 1969 in der Aufnahme Wie die wilden Schwäne zieh’n nach einer Melodie aus Schwanensee von Peter Tschaikowski deutlich.
Nach einigen Hits in Europa und Übersee nahm sie im März 1972 zum zweiten Mal für Luxemburg am Grand Prix Eurovision teil, diesmal in Edinburgh, und erreichte mit dem von Klaus Munro und Leo Leandros komponierten Chanson Après toi den ersten Platz. Von der Single wurden in mehreren Sprachen (auf Deutsch Dann kamst du, auf Englisch Come What May u. a.) mehr als 7,8 Millionen Exemplare verkauft. Im Mai desselben Jahres brachte sie den Titel Ich hab’ die Liebe geseh’n, eine deutschsprachige Coverversion des griechischen O kaymos von Mikis Theodorakis aus dem Jahr 1964, heraus und platzierte mit dem Lied ihren ersten und einzigen Nummer-eins-Hit in Österreich. In Deutschland und der Schweiz erzielte Ich hab’ die Liebe geseh’n, der international auch in seiner englischsprachigen Version The Love in Your Eyes bekannt wurde, Platz 2. 
Ein weiterer Verkaufserfolg gelang Leandros im März 1973 mit Die Bouzouki klang durch die Sommernacht. Zu ihrem größten Erfolg im deutschsprachigen Raum wurde Theo, wir fahr’n nach Lodz, das im Mai 1974 Platz 1 der deutschen Hitparade und in der Schweiz Platz 5 erreichte. Im Juni 1975 hatte sie mit Ja, ja der Peter der ist schlau und dem im August 1975 auf der gleichnamigen LP veröffentlichten Titel Ich liebe das Leben zwei weitere Lieder, die zu deutschen Evergreens wurden. Ich liebe das Leben belegte Platz 10 in den Charts und hielt sich 19 Wochen. Noch heute ist es einer ihrer bekanntesten Hits. Im Februar 1977 hatte sie mit Auf dem Mond da blühen keine Rosen letztmals einen Top-Ten-Hit in Deutschland und der Schweiz. Von Ende der 1960er bis Mitte der 1980er Jahre nahm Leandros die meisten ihrer Lieder auf Deutsch, aber auch auf Griechisch, Englisch, Französisch, Niederländisch, Japanisch und Spanisch auf. Mit diesem Konzept hatte sie Charterfolge auch in Frankreich, Belgien, Kanada, den Niederlanden, Spanien, Lateinamerika und Japan.

### Seit 1990: Weitere Karriere und Abschiedstournee 2024

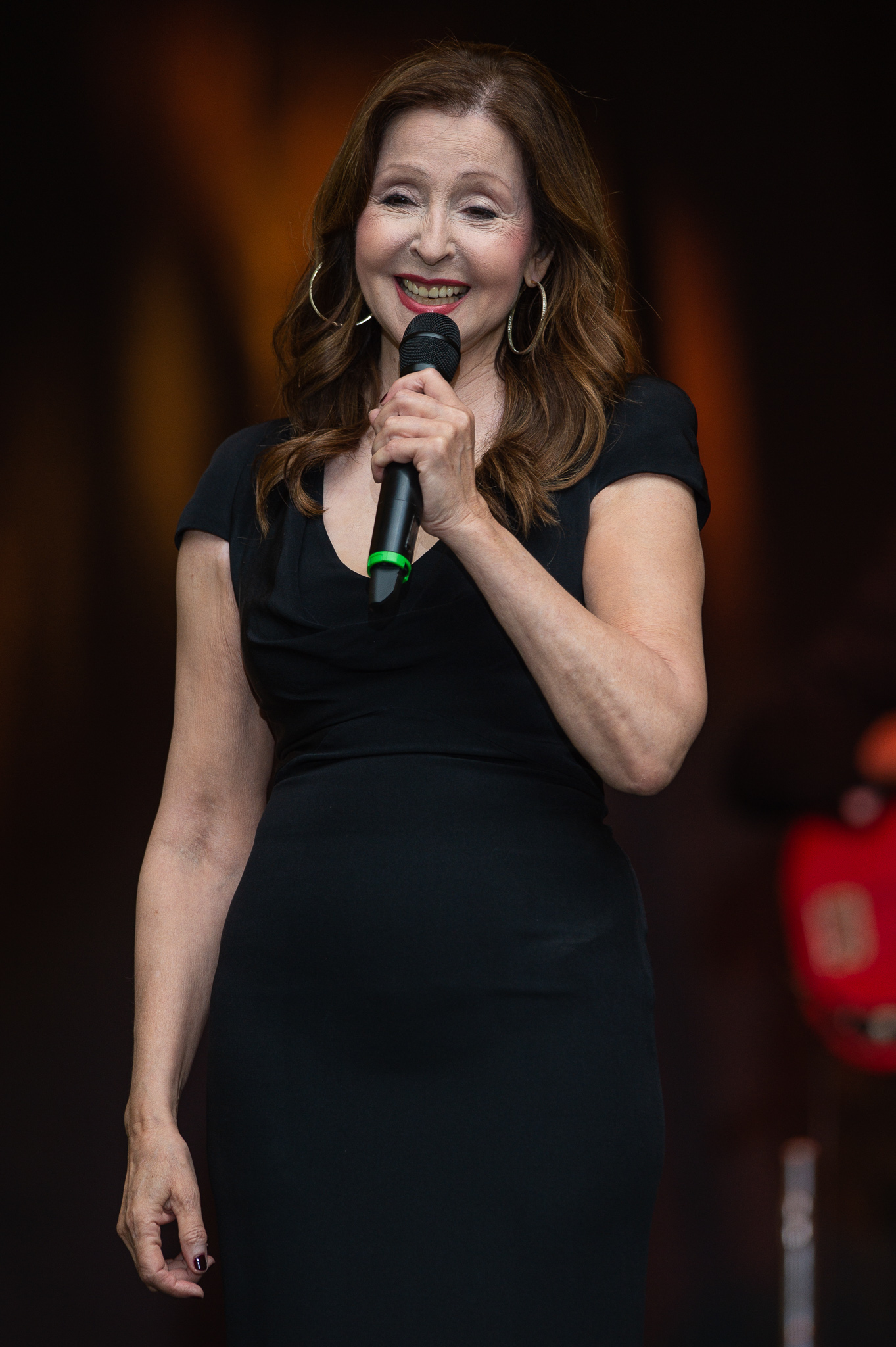
Vicky Leandros, 2018

In den 1990er Jahren arbeitete Leandros intensiv mit dem Musikproduzenten Jack White zusammen, unter anderem für die 1997 erschienene CD Gefühle und der daraus ausgekoppelten Single Günther gestehe. 1998 veröffentlichte sie Weil mein Herz dich nie mehr vergisst, die deutsche Fassung von My Heart Will Go On aus dem Film Titanic. 
Im Jahr 2000 produzierte Leandros unter dem Titel Jetzt! ein Album mit eigenen Kompositionen, das 2001 auch in englischer Sprache herauskam. Im November 2002 brachte sie unter dem Titel Weihnachten mit Vicky Leandros eine Weihnachts-CD heraus, die sie in der Hamburger Hauptkirche Sankt Michaelis aufnahm. Im September 2003 erschien die CD Vicky Leandros singt Mikis Theodorakis, auf der sie Titel des griechischen Komponisten interpretierte. Im März 2006 nahm sie an der deutschen Vorentscheidung zum Eurovision Song Contest 2006 mit dem Song Don’t Break My Heart teil, unterlag aber der Country-Band Texas Lightning. Im Juli 2008 trat sie neben Nicole und Mary Roos bei der Cologne Pride auf dem Kölner Heumarkt auf. 2009 arbeitete sie für das Album Möge der Himmel mit Xavier Naidoo und Michael Herberger zusammen. 2011 wurde ihr Erfolgstitel L’amour est bleu aus dem Jahr 1967 von der Band Scooter unter dem Titel C’est Bleu (feat. Vicky Leandros) neu veröffentlicht.
Am 9. Oktober 2015 veröffentlichte Leandros ihr letztes Studioalbum, Ich weiß, dass ich nichts weiß, für das sie acht von zwölf Titeln mit zwei Co-Autoren schrieb. Sarah Connor und Peter Plate wirkten ebenfalls an dem Album mit. Es erreichte in den deutschen Charts Platz 66 als höchste Notierung.
Im Jahr 2020 nahm Leandros als Katze verkleidet an der dritten Staffel der Sendung The Masked Singer des TV-Senders ProSieben teil und belegte den sechsten Platz von zehn Teilnehmern. Im Oktober 2021 erschien unter dem Titel Ein Hoch auf das Leben: Meine Küche für Familie und Freunde ein Kochbuch von ihr.
Im November 2022 gab Leandros bekannt, ihre seit mehr als 50 Jahren währende Gesangskarriere im Jahr 2024 mit einer Abschiedstournee mit insgesamt 13 Konzerten zu beenden.
Im Juli 2025 trat Leandros bei den Schlossfestspielen in Regensburg auf. Nachdem deren Schirmherrin Gloria von Thurn und Taxis auch die AfD-Chefin Alice Weidel eingeladen hatte, sagte Leandros – nachdem sie kurz vorher von Weidels Einladung erfahren hatte –, dass Weidel auf ihrem Konzert „nicht willkommen“ sei. Die Sängerin erklärte, sie stehe „für Vielfalt, Toleranz, Menschenwürde, Menschenrechte und Internationalität“. Weidel blieb daraufhin dem Konzert fern, aus freien Stücken, wie einer ihrer Sprecher erklärte.

### Politisches Engagement
2006 erhielt Vicky Leandros ein Angebot von Friedbert Pflüger, dem Spitzenkandidaten der CDU für die Wahl zum Abgeordnetenhaus von Berlin 2006, als Kultursenatorin in seinem Schattenkabinett mitzuarbeiten. Sie lehnte dies aber mit der Begründung ab, ihre Tournee fortsetzen zu wollen. Bereits 2001 war sie als Kultursenatorin für Hamburg im Gespräch.
Im Oktober 2006 kandidierte sie bei den Kommunalwahlen in Piräus für die sozialdemokratische PASOK und errang ein Mandat. Sie wurde Vizebürgermeisterin und Stadträtin für Kultur und internationale Beziehungen. Erfolglos blieb hingegen ihre Kandidatur bei der Parlamentswahl 2007. Am 28. Mai 2008 erklärte sie den Rücktritt von ihren Ämtern.

### Privates
Aus der zweiten und dritten Ehe ihres Vaters Leo Leandros stammen ihre drei Halbgeschwister, von denen die beiden Halbgeschwister aus dessen zweiter Ehe in Hamburg leben und die Halbschwester aus der dritten mit ihm zusammen in Griechenland.
Vicky Leandros hat einen Sohn (* 1980) aus ihrer 1980 geschlossenen Ehe mit dem Griechen Ivan Zissiadis. Das Paar trennte sich 1983. Aus der 1986 geschlossenen Ehe mit Enno Freiherr von Ruffin hat sie zwei Töchter, darunter die Schauspielerin Sandra von Ruffin. Bis zur Trennung von Enno von Ruffin im Jahr 2005 lebte Leandros überwiegend auf Gut Basthorst in Schleswig-Holstein. 2012 zog sie nach Hamburg-Harvestehude.

## Diskografie
Studioalben

| Jahr | Titel                                                    | Höchstplatzierung, Gesamtwochen/‑monate, AuszeichnungChartplatzierungen (Jahr, Titel, Platzierungen, Wochen/Monate, Auszeichnungen, Anmerkungen) | Höchstplatzierung, Gesamtwochen/‑monate, AuszeichnungChartplatzierungen (Jahr, Titel, Platzierungen, Wochen/Monate, Auszeichnungen, Anmerkungen) | Höchstplatzierung, Gesamtwochen/‑monate, AuszeichnungChartplatzierungen (Jahr, Titel, Platzierungen, Wochen/Monate, Auszeichnungen, Anmerkungen) | Höchstplatzierung, Gesamtwochen/‑monate, AuszeichnungChartplatzierungen (Jahr, Titel, Platzierungen, Wochen/Monate, Auszeichnungen, Anmerkungen) | Anmerkungen                                            |
| Jahr | Titel                                                    | DE | AT | CH | UK | Anmerkungen                                            |
| ---- | -------------------------------------------------------- | --- | --- | --- | --- | ------------------------------------------------------ |
| 1966 | Songs und Folklore                                       | — | — | — | — | Erstveröffentlichung: Oktober 1966                     |
| 1967 | A Taste of … Vicky                                       | — | — | — | — | Erstveröffentlichung: Juli 1967                        |
| 1967 | A Taste of … Vicky international                         | — | — | — | — | Erstveröffentlichung: Oktober 1967                     |
| 1967 | L’amour est bleu                                         | — | — | — | — | Erstveröffentlichung: Oktober 1967                     |
| 1967 | Love ist blue                                            | — | — | — | — | Erstveröffentlichung: Oktober 1967                     |
| 1968 | A Taste of Vicky                                         | — | — | — | — | Erstveröffentlichung: Juli 1968                        |
| 1968 | Summertime Forever                                       | — | — | — | — | Erstveröffentlichung: August 1968                      |
| 1968 | Vicky                                                    | — | — | — | — | Erstveröffentlichung: August 1968                      |
| 1968 | Le temps des fleurs                                      | — | — | — | — | Erstveröffentlichung: Dezember 1968                    |
| 1969 | Ich glaub’ an dich                                       | — | — | — | — | Erstveröffentlichung: August 1969                      |
| 1969 | I mikri mas istoria                                      | — | — | — | — | Erstveröffentlichung: Oktober 1969                     |
| 1969 | Zoom sur Vicky                                           | — | — | — | — | Erstveröffentlichung: Oktober 1969                     |
| 1970 | Vicky (Je suis)                                          | — | — | — | — | Erstveröffentlichung: September 1970                   |
| 1971 | Ich bin                                                  | DE33 (5 Mt.)DE | — | — | — | Erstveröffentlichung: 15. Februar 1971                 |
| 1971 | Pes mou pos boreis                                       | — | — | — | — | Erstveröffentlichung: Februar 1971                     |
| 1971 | I am                                                     | — | — | — | — | Erstveröffentlichung: März 1971                        |
| 1972 | Vicky Leandros                                           | DE7 Gold · (11 Mt.)DE | — | — | — | Erstveröffentlichung: 14. Mai 1972 Verkäufe: + 250.000 |
| 1972 | Après toi                                                | — | — | — | — | Erstveröffentlichung: Mai 1972                         |
| 1972 | Mono esi                                                 | — | — | — | — | Erstveröffentlichung: Mai 1972                         |
| 1972 | Vicky Leandros                                           | — | — | — | — | Erstveröffentlichung: Mai 1972                         |
| 1973 | Meine Freunde sind die Träume                            | DE13 (15 Mt.)DE | AT10 (1 Mt.)AT | — | — | Erstveröffentlichung: 12. Juni 1973                    |
| 1973 | Itan mia vradia                                          | — | — | — | — | Erstveröffentlichung: August 1973                      |
| 1973 | Dreams are good friends                                  | — | — | — | — | Erstveröffentlichung: September 1973                   |
| 1973 | Ceux que j’aime                                          | — | — | — | — | Erstveröffentlichung: September 1973                   |
| 1974 | Mein Lied für dich                                       | DE4 (15 Mt.)DE | — | — | — | Erstveröffentlichung: 15. Juli 1974                    |
| 1974 | My song for you                                          | — | — | — | — | Erstveröffentlichung: August 1974                      |
| 1974 | Ma chanson pour toi                                      | — | — | — | — | Erstveröffentlichung: Oktober 1974                     |
| 1975 | Across the Water                                         | — | — | — | — | Erstveröffentlichung: 1975                             |
| 1975 | Ich liebe das Leben                                      | DE22 (8 Mt.)DE | — | — | — | Erstveröffentlichung: 15. August 1975                  |
| 1975 | J’aime la vie                                            | — | — | — | — | Erstveröffentlichung: September 1975                   |
| 1976 | I zoi einai oraia                                        | — | — | — | — | Erstveröffentlichung: Januar 1976                      |
| 1977 | V. L.                                                    | DE16 (4½ Mt.)DE | — | — | — | Erstveröffentlichung: 15. März 1977                    |
| 1977 | V. L. (Greece)                                           | — | — | — | — | Erstveröffentlichung: April 1977                       |
| 1977 | Vicky Leandros (French)                                  | — | — | — | — | Erstveröffentlichung: April 1977                       |
| 1977 | Du, du liegst mir im Herzen                              | — | — | — | — | Erstveröffentlichung: Oktober 1977                     |
| 1977 | Süßer die Glocken nie klingen                            | — | — | — | — | Erstveröffentlichung: Oktober 1977                     |
| 1978 | Vicky Leandros                                           | — | — | — | — | Erstveröffentlichung: Februar 1978                     |
| 1978 | Ich bin ein Mädchen                                      | — | — | — | — | Erstveröffentlichung: März 1978                        |
| 1978 | Poso s’agapo                                             | — | — | — | — | Erstveröffentlichung: April 1978                       |
| 1978 | Oh mi mama                                               | — | — | — | — | Erstveröffentlichung: Oktober 1978                     |
| 1979 | Vicky Leandros singt die schönsten deutschen Volkslieder | — | — | — | — | Erstveröffentlichung: Oktober 1979                     |
| 1981 | Ich gehe neue Wege                                       | — | — | — | — | Erstveröffentlichung: 1981                             |
| 1981 | Love Is Alive                                            | — | — | — | — | Erstveröffentlichung: 1981                             |
| 1982 | Irtha gia sena                                           | — | — | — | — | Erstveröffentlichung: 1982                             |
| 1982 | Verlorenes Paradies                                      | — | — | — | — | Erstveröffentlichung: 1982                             |
| 1983 | Vicky                                                    | — | — | — | — | Erstveröffentlichung: 1983                             |
| 1984 | Vicky (French)                                           | — | — | — | — | Erstveröffentlichung: 1984                             |
| 1985 | Eine Nacht in Griechenland                               | — | — | — | — | Erstveröffentlichung: 1985                             |
| 1988 | Ich bin ich                                              | — | — | — | — | Erstveröffentlichung: 1988                             |
| 1989 | Piretos tou erota                                        | — | — | — | — | Erstveröffentlichung: 1989                             |
| 1990 | Starkes Gefühl                                           | — | — | — | — | Erstveröffentlichung: 1990                             |
| 1991 | Nur einen Augenblick                                     | — | — | — | — | Erstveröffentlichung: 1991                             |
| 1991 | Proseche! Den tha kao xana                               | — | — | — | — | Erstveröffentlichung: 1991                             |
| 1993 | Antres                                                   | — | — | — | — | Erstveröffentlichung: 1993                             |
| 1995 | Lieben und Leben                                         | DE81 (8 Wo.)DE | — | — | — | Erstveröffentlichung: 14. Oktober 1995                 |
| 1997 | Gefühle                                                  | DE42 (7 Wo.)DE | — | — | — | Erstveröffentlichung: 7. April 1997                    |
| 1998 | Weil mein Herz Dich nie mehr vergißt                     | DE59 (7 Wo.)DE | — | — | — | Erstveröffentlichung: 10. August 1998                  |
| 2000 | jetzt!                                                   | DE52 (3 Wo.)DE | AT43 (3 Wo.)AT | — | — | Erstveröffentlichung: 27. Februar 2000                 |
| 2001 | now!                                                     | — | — | — | — | Erstveröffentlichung: 2001                             |
| 2001 | Mit offenen Armen                                        | — | — | — | — | Erstveröffentlichung: 29. Oktober 2001                 |
| 2002 | Weihnachten mit Vicky Leandros                           | — | — | — | — | Erstveröffentlichung: November 2002                    |
| 2003 | Vicky Leandros singt Mikis Theodorakis                   | DE78 (2 Wo.)DE | — | — | — | Erstveröffentlichung: 29. September 2003               |
| 2003 | Tragouthi alliotiko                                      | — | — | — | — | Erstveröffentlichung: Dezember 2003                    |
| 2005 | Ich bin wie ich bin                                      | DE65 (3 Wo.)DE | — | — | — | Erstveröffentlichung: 28. Oktober 2005                 |
| 2009 | Möge der Himmel                                          | DE26 (6 Wo.)DE | AT55 (1 Wo.)AT | — | — | Erstveröffentlichung: 13. März 2009                    |
| 2010 | Zeitlos                                                  | — | — | — | — | Erstveröffentlichung: 24. September 2010               |
| 2012 | Best of                                                  | — | — | — | — | Erstveröffentlichung: 24. August 2012                  |
| 2015 | Ich weiß, dass ich nichts weiß                           | DE66 (1 Wo.)DE | — | — | — | Erstveröffentlichung: 9. Oktober 2015                  |

grau schraffiert: keine Chartdaten aus diesem Jahr verfügbar

## Auszeichnungen
- 1968: Goldene Europa
- 1971: Bronzene Rose von Montreux für die Fernsehshow Ich bin
- 1971: Bronzener Löwe von Radio Luxemburg
- 1972: Platz 1 beim Eurovision Song Contest mit Après toi
- 1972: Best Selling Artist weltweit
- 1974: Goldene Europa
- 1996: WAZ-Schlagerpreis „Das goldene Mikrophon“
- 1998: Award für 100.000 verkaufte Singles von Weil mein Herz dich nie mehr vergißt
- 2001: Goldene Stimmgabel als beste Künstlerin in der Kategorie „Deutsch Pop“
- 2001: Internationaler Schlagerpreis in der Kategorie „Beste Künstlerin International“
- 2003: Xenios-Zeus-Preis
- 2005: „Woman of the Year“ in Griechenland
- 2006: „Walke of Fame“ in Rotterdam
- 2008: Pfälzer Saumagen-Orden[24]
- 2009: Platin Award für 50 Millionen verkaufte Tonträger
- 2011: Ernennung zum Kommandeur des Verdienstordens des Großherzogtums Luxemburg
- 2012: Goldene Erbse (Berliner Märchenpreis)
- 2015: Bundesverdienstkreuz am Bande (am 14. Dezember in Kiel durch Ministerpräsident Torsten Albig überreicht)[25]
- 2019: Best of … Award der „Charity Fashion Dinners“
- 2019: Hanseatin des Jahres
- 2021: Kultstar des Jahres 2020
- 2022: Kultstar des Jahres 2021
- 2023: Kultstar des Jahres 2022
- 2024: für ihr Lebenswerk mit einer „Eins der Besten“ bei Schlagerchampions 2024[26]